# تراي سكوانه (مقاطعة)
مقاطعة تراي سكوانه (الرومانية: Județul Trei Scaune) كانت إحدى المقاطعات التاريخية في مملكة رومانيا، تقع في منطقة ترانسيلفانيا التاريخية، وكانت عاصمتها سفانتو غيورغي.

## الجغرافيا
بلغت مساحة المقاطعة حوالي 3,962 كم²، وكانت تحدها من الشمال مقاطعة تشوك، ومن الغرب مقاطعة براشوف، ومن الجنوب مقاطعة بوزاو، ومن الشرق مقاطعة بوتوشاني (قبل إعادة التقسيم الإداري).

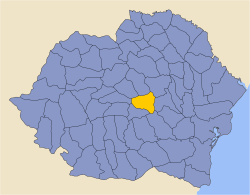

## التاريخ
تأسست المقاطعة في أواخر القرن التاسع عشر ضمن هيكلة مملكة رومانيا بعد ضم ترانسيلفانيا، وأخذت اسمها من التسمية المجرية التاريخية للمنطقة والتي تعني "المقاعد الثلاثة" (Three Seats)، في إشارة إلى التنظيم الإداري الساكسوني والمجري في العصور الوسطى.

## الأحداث التاريخية المهمة
- خلال الحرب العالمية الأولى، كانت المنطقة جزءًا من النزاع الحدودي بين المجر ورومانيا، حيث شهدت تحركات عسكرية وتغييرات إدارية متكررة[4].
- في معاهدة تريانون عام 1920، أُعيد ترسيم الحدود بين المجر ورومانيا، ما أدى إلى تثبيت سيطرة رومانيا على المقاطعة بشكل رسمي[5].
- خلال الحرب العالمية الثانية، وبموجب "جُكم فيينا الثاني" سنة 1940، أُلحقت المقاطعة مؤقتًا بالمجر، قبل أن تُعاد لرومانيا عام 1944[6].
- في عام 1950، أُلغيت المقاطعة نهائيًا ضمن عملية إعادة التنظيم الإداري في عهد النظام الشيوعي، ودُمجت أراضيها في وحدات إدارية جديدة[7].

## الاقتصاد والمجتمع
كان اقتصاد المقاطعة قائمًا على الزراعة، خاصة زراعة الحبوب وتربية المواشي، بالإضافة إلى بعض الصناعات الحرفية مثل النسيج وصناعة الأخشاب. كما كانت المقاطعة مركزًا للتجارة المحلية بين المجتمعات الريفية والمدن الصغيرة.

## الإرث
اليوم، يشكل الجزء الأكبر من أراضي المقاطعة السابقة جزءًا من مقاطعة كوفاسنا في رومانيا الحديثة، ولا يزال اسم "تراي سكوانه" مستخدمًا في السياق التاريخي والثقافي لوصف المنطقة.